# 조선총독부 미술관
조선총독부 미술관 (朝鮮總督府 美術館)은 일제강점기에 지어진 조선총독부 산하 미술관으로, 경복궁 북쪽 향원정 뒷쪽에 위치해 있었다.
1939년 5월에 준공되어 조선미술전람회를 비롯한 미술전시가 개최되었으며, 광복 후에도 국립현대미술관이나 한국민속박물관 부속건물 등으로 쓰였다. 1998년 경복궁 복원사업의 일환으로 철거되었으며, 2007년 해당 부지에 건청궁을 복원하였다.

## 역사

### 일제강점기
미술관 부지는 본래 건청궁이 있던 자리였으나 1909년 훼철되고 한동안 빈터로 남아 있었다.
1938년 봄부터 미술관이 건설되었으며, 이듬해 1939년 5월 15일에 준공되었다. 건물의 층수는 단층으로, 외관은 "모던"하면서도 "조선 정조를 가미"하였다. 공사비는 13만 원에서 18만 원으로 보도되었다.
1939년 6월 4일부터 첫 전시로 조선미술전람회가 개최되었다.

### 광복 이후
1969년 10월 국립현대미술관이 이곳을 전시공간으로 삼으며 개관하였다. 초대 전시로 제18회 대한민국미술전람회 (국전)이 개최되었다. 당시 행위예술가 김구림이 흰 광목천으로 미술관 건물을 묶는 퍼포먼스인 〈현상에서 흔적으로〉를 선보였으나, 주최측에서 초상집 같다는 이유로 이틀도 채 되지 않아 철거되는 일이 있었다.
1973년 국립현대미술관은 덕수궁 기존 건물을 개축하여 1975년 한국민속박물관 (국립민속박물관의 전신)의 일부로 재개관하였다.
1995년 경복궁 복원사업의 일환으로 철거가 공식화되었으며, 1998년 조선총독부 박물관과 함께 완전히 철거되었다. 이 자리에는 2007년 건청궁이 다시 복원되었다.

## 같이 보기
- 조선총독부 박물관
- 국립현대미술관